# دم‌کرکیان
دم‌کُرکیان (نام علمی: Sarothruridae) نام یک خانواده از راسته کلنگ‌سانان است.